# Nadwiślan Góra
Nadwiślan Góra war ein polnischer Fußballverein aus der Stadt Góra (deutsch Guhrau) in der Woiwodschaft Niederschlesien. Er spielte zwei Spielzeiten in der 2. Liga, der dritthöchsten polnischen Spielklasse.

## Geschichte
Der Verein wurde am 15. März 1956 als LZS Góra gegründet, seit 1996 trägt er den aktuellen Namen LKS Nadwiślan Góra. Der Verein spielte in unterklassigen regionalen Ligen, bis er 2013 in die 3. Liga aufstieg. In der folgenden Saison wurde man auch dort Meister und qualifizierte sich für die Play-offs. Dort setzte sich Nadwiślan gegen Sokół Kleczew und Sokół Ostróda durch und stieg somit erstmals in die 2. Liga auf. Die erste Saison dort beendete man als Zehnter, das bisher beste Resultat. In der Saison 2015/16 wurde man Sechzehnter, was den sportlichen Abstieg bedeutete. Aufgrund des Lizenzentzugs von Zawisza Bydgoszcz und Dolcan Ząbki in der 1. Liga wurden jedoch zwei Plätze frei, sodass neben dem Fünfzehnten Stal Stalowa Wola auch Nadwiślan Góra die Liga hätte halten können. Man bekam allerdings keine Lizenz und musste daher dennoch absteigen, der Tabellensiebzehnte Gryf Wejherowo konnte sich dadurch noch retten. Auch für die 3. Liga wurde Nadwiślan nicht zugelassen, daher trat der Verein in der 4. Liga an. Im Februar 2017 ging der Verein insolvent und stellte den Spielbetrieb ein.

## Erfolge
- Aufstieg in die 2. Liga: 2014
- Teilnahme am Puchar Polski: 2015/16, 2016/17